# Ermischiella
Ermischiella là một chi bọ cánh cứng trong họ Mordellidae.
Chi này được miêu tả khoa học năm 1950 bởi Franciscolo.

## Các loài
Chi này gồm các loài:
- Ermischiella castanea (Boheman, 1858)
- Ermischiella chichijimana Nomura, 1975
- Ermischiella fukiensis (Ermisch, 1952)
- Ermischiella hahajimana Nomura, 1975
- Ermischiella hasagawai (Nomura, 1951)
- Ermischiella nigriceps Nomura, 1975
- Ermischiella papuana Franciscolo, 1950